# Paepalanthus melanolepis
Paepalanthus melanolepis är en gräsväxtart som beskrevs av Silveira. Paepalanthus melanolepis ingår i släktet Paepalanthus och familjen Eriocaulaceae. Inga underarter finns listade i Catalogue of Life.